# Shinpan (daimyō)
Shinpan (親藩?) era una classe dei daimyō, durante lo Shoganato Tokugawa, che corrispondeva ai parenti dello Shōgun.
Mentre tutti gli shinpan erano parenti dello shōgun, non tutti i parenti dello shōgun erano shinpan; ne è un esempio il clan Matsudaira di Okutono. Anche i parenti non daimyō, come i Gosankyō, erano conosciuti come kamon.
Dunque i signori shinpan erano alternativamente conosciuti come kamon daimyō (家門大名). Shinpan comprendeva i Gosanke, il clan Matsudaira di Aizu e il clan Matsudaira del dominio Fukui. Queste famiglie ramificate furono create dopo la battaglia di Sekigahara del 1600; c'erano 23 domini shinpan, producendo un totale di circa 2,6 milioni di koku di riso. Poiché erano una famiglia e quindi potevano esercitare un potere informale, non erano autorizzati a ricoprire incarichi ufficiali nel bakufu. Queste famiglie potrebbero anche fornire un successore dello shogun, se necessario.